# 贝尔福泰-德尔基恩蒂
贝尔福泰-德尔基恩蒂（義大利語：Belforte del Chienti），是意大利马尔凯大区马切拉塔省的一个市镇。总面积15.93平方公里，人口1835人，人口密度115.2人/平方公里（2009年）。ISTAT代码为043004。